# اورماس ریتلمان
اورماس ریتلمان (انگلیسی: Urmas Reitelmann؛ زادهٔ ۹ ژوئیهٔ ۱۹۵۸) روزنامه‌نگار، سیاستمدار و نماینده مجلس اهل استونی است.